# Borivoje Đorđević
Pour les articles homonymes, voir Đorđević.
Borivoje Đorđević (serbe : Боривоје Ђорђевић) est un footballeur serbe, né le 2 août 1948 à Belgrade en Yougoslavie. Il évolue au poste de milieu de terrain du milieu des années 1960 au début des années 1980.
Formé au FK Partizan Belgrade avec qui il est finaliste de la Coupe des clubs champions européens : 1966, il joue ensuite au Panathinaïkos avec qui il réalise le doublé coupe-championnat en 1977. Il termine sa carrière professionnelle à l'Eintracht Trier.
Il compte neuf sélections en équipe de Yougoslavie avec qui il est finaliste du championnat d'Europe en 1968

## Clubs et palmarès
- FK Partizan Belgrade (1965-1976)[2] :
  - 1 fois finaliste de la Coupe des clubs champions européens : 1966
- Panathinaïkos (1976-1978) : 
  - 1 fois vainqueur du championnat de Grèce de football : 1977
  - 1 fois vainqueur de la coupe de Grèce : 1977
- Eintracht Trier (1978-1980)